# SC Unterseen-Interlaken
Der SC Unterseen-Interlaken ist ein Eishockey-Verein aus den Gemeinden Unterseen und Interlaken in der Schweiz.

## Geschichte
Am 11. März 1964 wurde der EHC Unterseen gegründet. Die erste Hauptversammlung war am 9. Mai 1964, bei der auch die erste Namensänderung in Schlittschuhclub Unterseen beschlossen wurde. In der Saison 1964/65 spielte man um die Meisterschaft in der dritten Liga. 1965/66 bildete man eine zweite Mannschaft sowie eine Junioren- und eine Schülermannschaft. Die 2. Mannschaft nahm erstmals an der Meisterschaft teil. Am 22. Juli 1975 kam die Hauptversammlung zusammen und sagt Nein zu einer Fusion mit dem EHC Beatenberg. Die 2. Namensänderung in Schlittschuh-Club Unterseen-Interlaken war am 28. April 1984. 1985/86 war die Durchführung des 1. Skateathons. 1986/87 war erstmals mit Fako Karol ein hauptamtlicher Trainer angestellt. Am 11. März wurde der Verein 25 Jahre alt. 1989/90 war das Fest zum Jubiläum im Kirchgemeindehaus Matten. 1989/90 wurde der "August Forel Club" gegründet. Am 11. Dezember war die Unterzeichnung des Zusammenarbeitsvertrages zwischen dem SCUI, EHC Grindelwald, EHC Beatenberg, SC Bönigen und SC Jungfrau Wengen.

## Erfolge
- Saison 1965/66: Gruppensieger 3. Liga mit 6 Punkten und 27:7 Toren aus 3 Spielen. Aufstieg in die 2. Liga, nachdem Bern IV verzichtete.
- Saison 1981/82: Erstmaliger Aufstieg in die 1. Liga.
- Saison 1983/84: Zweiter Aufstieg in die 1. Liga.
- Saison 1991/92: Dritter Aufstieg in die 1. Liga.
- Saison 1996/97: Der SCUI gewinnt den Playoff-Final gegen den EHC Wiki. Teilnahme an den Aufstiegsspielen NL B, 2. Schlussrang somit Vizemeister 1. Liga.
- Saison 1997/98: Playoff-Final gegen den EHC Wiki-Münsingen, Teilnahme an den Aufstiegsspielen NL B, 3. Schlussrang.
- Saison 1998/99: Playoff-Halbfinal 1. Liga, Sieger SC Lyss.
- Saison 1999/2000: Die Junioren TOP erreichen den 1. Rang in der Zentralschweiz.
- Saison 2000/01: Playoff-Final 1. Liga, Finalsieger SC Lyss.
- Saison 2001/02: Playoff-Final 1. Liga, Finalsieger SC Langenthal.
- Saison 2002/03: Playoff-Final 1. Liga, Finalsieger EHC Napf.
- Saison 2003/04: Gewinn des Zentral-Amateur-Meistertitels, Teilnahme an den Spielen um den Amateur-Meistertitel. Den Titel gewinnt der EHC Dübendorf vor Forward Morges und dem SCUI.
- Saison 2004/05: Gewinn des Amateur-Meistertitels vor dem EHC Dübendorf und dem HC Martigny.
- Saison 2005/06: Playoff-Halbfinal, Sieger SC Lyss.

## Trainer
| - Kurt Nufer 1964 – 1969 - Urs Ingold 1969 – 1972 - Fritz Bettschen 1972 – 1973 - Christian Gerber 1973 – 1974 - Harry Aegerter 1974 – 1974 - Fritz Bettschen 1974 – 1975 - Walter Röthlisberger 1975 – 1976 - F. Bettschen, Ch.Gerber, W. Grünig 1976 – 1977 - Fritz Bettschen 1977 – 1978 - Hanspeter Frauchiger 1978 – 1981 - Werner Grünig 1981 – 1982 - Alfred Lerch 1982 – 1983 - Paul Riedo 1983 – 1984 - Bruno Steuri 1984 – 1985 | - Jürg Bigler 1985 – 1986 - Karol Fako, hauptamtlich 1986 – 1989 - Dick Yderström, hauptamtlich 1989 – 1990 - Pascal Nigg 1990 – 1992 - Bruno Gerber 1992 – 1995 - Pierre-Alain Flotiront 1995 – 1996 - Jack Holmes, hauptamtlich 1996 – 2000 - Weber Peter 2000 – 2002 - Max Dreier 2002 – 2004 - Olivier Horak 2004 – 2005 - Stefan Haas 2005 – 2006 - Jack Holmes 2006 – 2006 - Peter Weber 2006 – 2007 - Reto Gertschen 2007 – 2009 - Peter Kämpfer 2009 – 2011 - Stefan Schneider 2011 – 2014 - Daniel Meier 2014 – 2016 - Philippe Kunz 2016 – 2018 - 2018–2021 Reto Gertschen - ab 2021 Stefan Gerber |